# Russkaja (gruppo musicale)
I Russkaja (stilizzati come ЯUSSKAJA) sono stati un gruppo ska punk austriaco, fondata a Vienna. La band chiama il suo suono "Russian Turbo Polka Metal". Ha attinto a polka, ska, fanfara, pop, rock e musica tradizionale russa . La band è stata fondata nel 2005 dall'ex cantante degli Stahlhammer Georgij Makazaria. Sono stati sotto contratto con l'etichetta indipendente austriaca Chat Chapeau dal 2006, in seguito sono passati alla Napalm Records. Nelle loro canzoni cantano in austriaco, russo e inglese.
La band si è sciolta il 3 febbraio 2023 (lo stesso giorno in cui ha pubblicato il suo settimo album, Turbo Polka Party) perché non voleva più utilizzare il suo "uso satirico di simboli e linguaggio sovietici" a causa delle critiche pubbliche legate alla corrente invasione russa dell'Ucraina.

## Formazione
Attuale
- Georgij Makazaria - voce
- Dimitrij Miller - basso
- Engel Mayr - chitarra
- Lea-Sophie Fischer - violino
- Nicolò Loro Ravenni - sassofono
- HG. Gutternigg: potete
- Mario Stübler - batteria

Ex membri
- Titus Vadon - batteria
- Zebo Adam - chitarra
- Antonia-Alexa Georgiew - violino
- Ulrike Müllner - violino

## Discografia

### Album in studio
- Kasatchok Superstar (2008)
- Russian Voodoo (2010)
- Energia! (2013)
- Peace, Love & Russian Roll (2015)
- Kosmopoliturbo (2017)
- No One is Illegal (2019)

### EP
- Dawai, Dawai (2006)
- Barada (2013)

### Singoli
- Dope Shit (2007)
- More (2008)
- Kasatchok Superstar the Song (2009)
- Hammer Drive (2010)
- Rock'n'Roll Today (2015)
- Hey Road (2017)
- Alive (2017)
- Druschba (You're Not Alone) (2019)